# Iajuddin Ahmed
Iajuddin Ahmed, né le 1er février 1931 dans le district de Munshiganj, et mort le 10 décembre 2012 à Bangkok, est un homme d'État du Bangladesh, dont il est président du 6 septembre 2002 au 12 février 2009 et conseiller principal (Premier ministre par intérim) du 29 octobre 2006 au 11 janvier 2007.

## Biographie
Iajuddin Ahmed est né dans une famille musulmane vivant dans la région de Munshiganj faisant alors partie du Bengale, dans l'Inde britannique. Son père est Moulvi Ibrahim.
Iajuddin Ahmed conseille le gouvernement intérimaire en 1991. Il est aussi président de la Commission des services publics de 1991 à 1993 et président de la Commission des bourses universitaires de 1995 à 1999.
Il prend à la tête du département des sciences du sol de l'université de Dacca et de la faculté des sciences biologiques de la même université. Il a aussi été prévôt de Salimullah Muslim Hall.
Le 5 septembre 2002, seul candidat, il est déclaré élu président de la République et prend ses fonctions le lendemain. 
Le 29 octobre 2006, il assume les fonctions de chef du gouvernement par intérim. Le 11 janvier 2007, il déclare l'état d'urgence, annonce la mise en place d'un couvre-feu, le report des élections législatives du 22 janvier ainsi que sa démission du poste de Premier ministre par intérim.
Il demeure en fonction après la fin de son mandat présidentiel en septembre 2007, en raison de la dissolution du Parlement. Il quitte finalement ses fonctions en février 2009, après l'élection à la présidence de Zillur Rahman.